# 狄思威公寓
狄思威公寓，現名溧陽大樓，是上海市虹口区的一座歷史建築，位於四川北路1914至1932号，修建於1929年。該公寓高6層，占地面積1050平方米，建筑面積5279平方米，是鋼筋混凝土結構。公寓因位於狄思威路而得名。2005年，狄思威公寓被列入上海市第四批優秀歷史建築名單。